# Scratchie Records
Scratche Records är ett oberoende skivbolag som startades 1995 av James Iha och D'Arcy Wretzky från The Smashing Pumpkins, Adam Schlesinger från Fountains Of Wayne, Kerry Brown från Catherine och Jeremy Freeman.
Från början hade Scratchie Records sitt säte i Chicago och hade sin distribution genom Mercury Records, men skrev sedan på ett avtal med New Line och flyttade till New York. 

## Artister i urval
- Albert Hammond Jr.
- The Chainsaw Kittens
- The Sounds
- Fulfej
- The Frogs
- The Blank Theory
- Dan Bryk
- Office
- Robbers On High Street